# Kariesrezidiv
Kariesrezidiv ist ein Begriff aus der Zahnmedizin.
Er bezeichnet ein erneutes Aufflammen einer nicht vollständig entfernten Karies an einer bereits behandelten Stelle. Ein Kariesrezidiv ist meist die Folge eines zahnärztlichen Behandlungsfehlers. Eventuell war aber auch bei der Erstbehandlung die vollständige Entfernung der Karies nicht möglich – z. B. behandlungsunwilliges Kind, sehr tiefe Karies (Caries profunda) mit drohender Gefahr der Pulpaeröffnung, unzugängliche Stelle am Zahn (z. B. bei zu geringer Mundöffnung).
Das Kariesrezidiv ist zu unterscheiden von der Sekundärkaries, bei der die Karies an bei handwerklich mangelhafter Behandlung neu geschaffenen Problemstellen auftritt, beispielsweise an einem überstehenden, unpolierten oder schadhaften Füllungs- oder Kronenrand.